# Proklad řádků
Proklad řádků je pojem z typografie. Je to hodnota, kterou se prokládají jednotlivé řádky textu. Dříve se výraz používal ve smyslu proložky mezi jednotlivými řádky. Dnes[kdy?] se používá spíš ve smyslu vzdálenosti dvou účaří dvou po sobě jdoucích řádků. Protože se jednotlivé hodnoty liší řádově, neubírá dvojí užívání výrazu na srozumitelnosti.
Volba prokladu závisí na různých parametrech textu. Základní proklad se doporučuje 2 body. U menšího písma nebo v sazbě verzálkami je dobré užít většího prokladu, stejně tak u textu s dlouhými řádky. Menší proklad je možné použít při sloupcové sazbě, například v novinové sazbě.

## Automatický proklad
„V programech pro počítačovou sazbu je většinou po jejich nainstalování nastaven tzv. automatický proklad. Nastavuje se v procentech velikosti textu (kuželky, čtverčíku) a jeho základní hodnota je 120 %. U běžného textu 10 bodů je tedy 2 body proklad, neboli 10/12. U ostatních velikostí sazby je tato hodnota buď příliš malá, nebo příliš velká, takže je lepší nastavit proklad ručně.“
Hodnota velikosti řádku, ze které se při automatickém prokladu vychází, odpovídá velikosti největšího znaku v daném řádku. Při nulovém řádkovém prokladu může docházet k překrývání akcentů s dolními dotahy.